# Edson Aparecido de Souza
Edson Aparecido de Souza (sinh ngày 29 tháng 11 năm 1962) là một cầu thủ bóng đá người Brasil.

## Sự nghiệp câu lạc bộ
Edson Aparecido de Souza đã từng chơi cho Yomiuri, Bellmare Hiratsuka và Yokogawa Electric.